# Schlierbach (Kocher, Hüttlingen)
Der Schlierbach ist ein fast 8 km langer Bach im Ostalbkreis im nordöstlichen Baden-Württemberg, der beim Hüttlinger Weiler Niederalfingen nach südsüdöstlichem Lauf von rechts dem oberen Kocher zufließt.
Etwa zwölf Kilometer flussabwärts gibt es einen weiteren, weniger bedeutenden rechten Kocherzufluss Schlierbach gleich nach dem Weiler Wöllstein der Gemeinde Abtsgmünd.

## Geographie

### Verlauf
Der Schlierbach entsteht auf der ausgedehnten Schwarzjura-Hochfläche um Neuler, die er mit seinem rasch sich eintiefenden südsüdöstlichen Lauf in zwei Flügel gliedert. Seine Quelle liegt etwa 900 Meter südsüdöstlich des Neuler Weilers Leinenfirst, etwa 50 Meter von der Südseite eines Kreisstraßendreiecks entfernt, im dort einsetzenden Wald der Zehntklinge. Schon auf dem ersten Talkilometer (in Luftlinie gemessen) schneidet er sich etwa 50 m ins Gelände ein und läuft danach meist zwischen bewaldeten, steilen Hängen in einer schmalen Wiesenau. Vor allem von links laufen dem Tal einige steile Seitenklingen zu mit Nebenbächen, von denen keiner zwei Kilometer Länge erreicht.
Nach knapp der Hälfte des Laufs steigt die L 1075 an der Flanke einer solchen linken Seitenklinge, über der das Dorf Neuler auf den Hangschultern sitzt, ins Tal ab, quert den Bach und steigt dann wieder nach dem Weiler Bronnen zur rechten Hochfläche auf; es ist die einzige öffentliche Straße im meist recht engen Tal. Nach einem folgenden Talabschnitt, in dem der Wald sogar den Talgrund bedeckt und die Bachmäander zwischen den Hangfüßen pendeln, öffnet sich wieder eine Aue; ab hier, inzwischen über 80 Meter unter den Seitenhöhen fließend, läuft der Schlierbach über die nächsten zwei Kilometer bis zum Niederalfinger Bad immer südöstlicher. Dort kehrt er sich an einem letzten Zufluss nach Süden, durchläuft den Weiler Niederalfingen, über dem auf dem abwärtigen Talsporn die Burg Niederalfingen steht, unterquert die Bundesstraße 19 am südlichen Ortsrand zur Kocheraue, in der der Schlierbach dann von rechts in den dort westwärts laufenden oberen Kocher mündet.

### Einzugsgebiet
Der Schlierbach entwässert 13,3 km² im Unterraum Platte von Neuler des Naturraums Vorland der östlichen Schwäbischen Alb. Sein Einzugsgebiet hat ungefähr die Gestalt einer Spindel, die von ihrer Spitze im Nordnordwest am Rande von Leinenfirst bis zur Mündung im Südsüdosten etwa 6,9 km lang und an der dicksten Stelle etwa 3,1 km breit ist. Höchster und niedrigster Punkt liegen an den Spindelspitzen, bei Leinenfirst auf etwa 541 m ü. NN und an der Mündung auf 391,5 m ü. NN.
Die Grenze zu den angrenzenden Einzugsgebieten verläuft weit überwiegend auf den fast überall sehr flachen, leicht in Laufrichtung des Baches abfallenden Schwarzjurahochebenen rechts und links über dem tief eingekerbten Tal. Im Nordosten konkurriert jenseits der Wasserscheide der Sizenbach zur oberen Jagst, im Osten, über seine beiden Oberläufe Strütbach und Längenbach, der diesen Fluss im Stausee Rainau-Buch erreichende Ahlbach. Auf dem Reststück bis zur Mündung verläuft die Scheide gegen den sehr kleinen Hüttlinger Dorfbach jenseits der kurzen südöstlichen Grenze, der erstmals den oberen Kocher erreicht. Die Konkurrenten im Südwesten sind die wieder etwas längeren südwärtigen Kocherzuflüsse Ziegenbach und Krummbach. Im restlichen Westen schließlich läuft die Blinde Rot ebenfalls nach Süden zum Kocher, sie ist der bei weitem längste der Nachbarflüsse.
Etwa ein Drittel der entwässerten Fläche gehört zur Gemeinde Hüttlingen, dieser Teil liegt im Südosten; der Rest zur Gemeinde Neuler. Einzige Siedlung am Lauf ist Niederalfingen am Eintritt in die Kochertalaue; einst stand in der Nähe der heutigen Neuler Kläranlage die inzwischen abgegangene Schleifmühle.
Weitere Orte im Entwässerungsgebiet sind das Dorf Neuler selbst dicht über einer kurzen linken Seitenklinge des mittleren Tals, der bei weitem bevölkerungsreichste Ort, und der Neuler Halmeshof an der abwärtigen linken Wasserscheide sowie der Hüttlinger Weiler Sulzdorf am oberen Fülgenbach vor dessen Klingeneintritt. Auf der rechten Randhöhe liegt heute nur der Neuler Weiler Ramsenstrut ungefähr westlich von Neuler. Ein auf dieser Seite weiter talabwärts dicht über der oberen Hangschulter gelegener Schleifhof ist ebenfalls abgegangen.
Der Wald nimmt ein Viertel des Einzugsgebietes ein, er steht auf einem Großteil der Talhänge des Baches; im Oberlauf lässt er hierbei Flurlücken, im Mittellauf ist er geschlossen und bedeckt selbst die Talaue, im Unterlauf lässt er diese wieder frei und endet erst nahe der Ortsgrenze von Niederalfingen. Auch die größeren Seitenklingen sind bewaldet. Die Hochflächen beidseits des Steileinschnitts liegen ganz in freier Flur und werden überwiegend ackerbaulich genutzt.

### Zuflüsse und Seen
Hierarchische Liste der Zuflüsse und  Seen von der Quelle zur Mündung. Gewässerlänge, Seefläche, Einzugsgebiet und Höhe nach den entsprechenden Layern auf der Onlinekarte der LUBW. Andere Quellen für die Angaben sind vermerkt.
Quelle des Schlierbachs auf etwa 525 m ü. NN etwa 900 m südsüdöstlich der Ortsmitte des Neuler Weilers Leinenfirst neben der Südseite des dortigen Kreisstraßendreiecks. Der Bach fließt sogleich in der sich schnell eintiefenden, bewaldeten Zehntklinge südsüdöstlich.
- Saarbach, von links und Nordwesten auf unter 475 m ü. NN etwa hundert Meter vor dem ersten talquerenden Feldweg, 0,8 km und ca. 0,3 km². Entsteht auf etwa 521 m ü. NN etwa 400 Meter nordwestlich des Wasserturms im Norden von Neuler.
- (Zufluss vom Sandwiesenbrunnen), von links wenige Schritte nach dem vorigen.
- Rinnenbach, von rechts und Westen auf ca. 465 m ü. NN, 0,7 km und ca. 0,3 km². Entsteht auf etwa 517 m ü. NN zwischen den ersten Häusern des Neuler Weilers Ramsenstrut.
  -  Entfließt auf etwa 517 m ü. NN einem Teich zwischen den ersten Häusern im Norden des Weilers Ramsenstrut neben der von Leinenfirst kommenden K 3232, knapp 0,1 ha.
- (Bach durch die Weißklinge), von rechts und Westen auf etwa 440 m ü. NN neben der talquerenden L 1075 von Neuler nach dem zugehörigen Weiler Bronnen, 1,2 km und ca. 0,9 km². Entsteht auf etwa 513 m ü. NN etwa 600 Meter südsüdöstlich der Ortsmitte von Ramsenstrut.
  -  Durchfließt auf etwa 450 m ü. NN einen Teich kurz vor der Talaue, 0,1 ha.
- Krähenbach, von links und Nordosten auf etwa 439,1 m ü. NN[LUBW 2] an der Neuler Kläranlage, 1,0 km und ca. 2,0 km². Entsteht auf etwa 485 m ü. NN in einer Klinge dicht am Südrand von Neuler.
- Berchtenhaldenbach, von links und Nordosten auf 418,9 m ü. NN[LUBW 2] am Beginn der offenen Unterlaufaue, 1,7 km und ca. 1,7 km². Entsteht auf etwa 500 m ü. NN im Gewann Strutbrunnen etwa 400 Meter nordöstlich der K 3236 von Neuler zum Hüttlinger Weiler Sulzdorf.
Der Berchtenhaldenbach ist Gemeindegrenze, abwärts seiner Zumündung dann auch der Schlierbach auf den nächsten rund 700 Metern.
- Fülgenbach, von links und Nordwesten auf etwa 400 m ü. NN beim Niederalfinger Bad, 1,6 km ab dem Quellteich und weitere etwa 0,5 km[LUBW 7] eines unbeständigen Oberlaufs von Nordwesten sowie ca. 2,0 km².
  -  Entfließt auf etwa 485 m ü. NN einem winzigen Quellteich gegenüber dem Haus Brandwasen Nr. 6 in Sulzdorf.

Mündung des Schlierbachs auf 391,5 m ü. NN von rechts und zuletzt Norden nach Durchqueren des Hüttlinger Weilers Niederalfingen am jenseitigen Auenrand in den hier westlich fließenden oberen Kocher. Der Bach ist 7,6 km lang und hat ein Einzugsgebiet von 13,1 km².

## Geologie
Der Schlierbach entspringt nahe der Grenze zwischen Schwarzjura, der die begleitenden Hochebenen deckt, und darunter liegendem Oberkeuper. Stufenbildend ist eine erosionsresistente Sandsteinschicht im Schwarzjura. Beim Übertritt des Schlierbachs in die Kochertalaue liegt dann am unteren Hang Stubensandstein (Löwenstein-Formation), seine eigene untere Aue wie die des Kochers sind von Schwemmsediment erfüllt. Bäume auf den freien Schlierbachtal-Hängen zeigen zuweilen Säbelwuchs, was auf Rutschungen und die Präsenz von Knollenmergel (Trossingen-Formation) im Untergrund hindeutet.

### LUBW
Amtliche Online-Gewässerkarte mit passendem Ausschnitt und den hier benutzten Layern: Lauf und Einzugsgebiet des Schlierbachs

Allgemeiner Einstieg ohne Voreinstellungen und Layer: Daten- und Kartendienst der Landesanstalt für Umwelt Baden-Württemberg (LUBW) (Hinweise)
1. 1 2  Höhe nach dem Höhenlinienbild auf dem Hintergrundlayer Topographische Karte.
2. 1 2 3 4  Höhe nach schwarzer Beschriftung auf dem Hintergrundlayer Topographische Karte.
3. 1 2  Länge nach dem Layer Gewässernetz (AWGN).
4. 1 2  Einzugsgebiet nach dem Layer Basiseinzugsgebiet (AWGN).
5. ↑  Seefläche nach dem Layer Stehende Gewässer.
6. ↑  Einzugsgebiet abgemessen auf dem Hintergrundlayer Topographische Karte.
7. ↑  Länge abgemessen auf dem Hintergrundlayer Topographische Karte.

### Andere Belege
1. ↑  Abfluss-BW - Daten und Karten
2. ↑  Hansjörg Dongus: Geographische Landesaufnahme: Die naturräumlichen Einheiten auf Blatt 171 Göppingen. Bundesanstalt für Landeskunde, Bad Godesberg 1961. → Online-Karte (PDF; 4,3 MB)
3. ↑  Geologie grob nach: Mapserver des Landesamtes für Geologie, Rohstoffe und Bergbau (LGRB) (Hinweise) und im äußersten Süden nach der geologischen Karte 1:25.000 von Baden-Württemberg, herausgegeben vom Geologischen Landesamt 1980, Blatt Nr. 7126 Aalen mit Erläuterungsheft. (Zeigt nur einen sehr mündungsnahen Teil des Einzugsgebietes.) sowie nach Augenschein.